# 埃爾尼斯佩羅
埃爾尼斯佩羅（西班牙語：El Níspero），是洪都拉斯的城鎮，位於該國西北部，由聖巴巴拉省負責管轄，始建於1917年5月9日，面積78.5平方公里，海拔高度828米，2001年人口6,422，人口密度每平方公里81.81人。
14°46′N 88°19′W / 14.767°N 88.317°W